# El laberinto mágico (Max Aub)
El laberinto mágico (también conocida como El laberinto español o los Campos) es el título general de una serie novelística escrita por Max Aub y publicada entre 1943 y 1968 en México y París. Concebida inicialmente como una pentalogía formada por las obras Campo cerrado, Campo de sangre, Campo abierto, Tierra de campos y Campo francés, la serie fue finalmente agrupada en seis volúmenes, tras la fragmentación de Tierra de campos en cuentos (que aparecieron en los libros de relatos No son cuentos y Cuentos ciertos) y la adición de Campo del moro y Campo de los almendros. 
En este vasto ciclo novelístico y narrativo, Aub se propone ofrecer su visión de la guerra civil que agitó el suelo español entre 1936 y 1939. 
La crítica, por encima de las diversas valoraciones, coincide en considerar este conjunto narrativo como una de las perspectivas más originales, de mayor amplitud ideológica, de mayor humanidad y de más intensidad emocional que sobre el conflicto bélico español, tan pródigo en interpretaciones históricas y literarias, se hayan escrito.
Aub no pudo ver publicado El laberinto mágico en España, pues la hexalogía al completo no apareció en su propio país hasta 1978-81.